# Station Assat
Station Assat is een spoorweghalte in de Franse gemeente Assat.